# Nicoline Tuxen
Bertha Nicoline Tuxen (født 14. november 1847 i København, død 5. april 1931 på Frederiksberg) var en dansk maler og storesøster til skagensmaleren Laurits Tuxen.

## Liv og uddannelse
Nicoline Tuxen var datter af kaptajnløjtnant, senere kommandør og direktør for Orlogsværftet Nicolai Elias Tuxen og Bertha Laura født Giødvad. Familien boede i Strandgade 27b på Christianshavn, hvor hun tegnede blomster, som hun så i haven ned til vandet. Hun havde som kvinde kun mulighed for at uddanne sig til maler ved privatundervisning, idet kvinder først fik adgang til Kunstakademiet fra 1888. I 1866 var hun elev hos blomstermaleren Anthonore Christensen. Fra 1867 til 1873 var hun elev på Vilhelm Kyhn's Tegne- og Maleskole for Kvinder. Hun kom også på flere rejser til Paris. Hun blev ikke gift og er begravet på Holmens Kirkegård.

## Motiver og stil
Hendes værker består mest af blomsterbilleder og stilleben. Med tiden malede hun dog også portrætter af tidens kvinder. Således malede hun i 1880'erne et portræt af Ingeborg Maria Sick, der var skønlitterær forfatter og socialt engageret sygeplejerske i København, London og Paris. Hun malede også almuekvinder, som "Gamle Grethe fra Østofte" (udateret), hvor vi ser en kvinde ved spinderokken. Et af hendes portrætter, "En dame i empiredragt (en pariserinde)", 1887, blev længe tilskrevet hendes bror. Nicoline Tuxens værker bærer præg af guldalderens malemåde. I en længere periode, fra 1907 til 1917, malede hun dog ikke; hun led efter sigende af depression.  

## Priser og udstilllinger
1891 vandt hun den Neuhausenske Præmie og modtog 1893 Akademiets stipendium.
Hun udstillede på Charlottenborg Forårsudstilling i 1883-85, 1887-97, 1900-03 og 1919, Decemberudstillingen (i Industriforeningen) 1883 og 1885, Den Nordiske Industri-, Landbrugs- og Kunstudstilling i Kjøbenhavn 1888, verdensudstillingen i Chicago 1893, Kvindernes Udstilling 1895, Raadhusudstillingen 1901, Landsudstillingen i Aarhus 1909 og Kvindelige Kunstneres retrospektive Udstilling 1920. 

## Værker (udvalg)
- Blomstrende syrener (1888)
- Emmy Cecilie Scharling (1889)
- Voksende æblegren (1891, Neuhausens Præmie)
- Kirsebærgrene (1893, udstillet på Charlottenborg Forårsudstilling 1894 som nr. 408, udbudt men ikke solgt på Bruun Rasmussen Kunstauktioner 22. september 2011 som nr. 822/167)[2]
- Julie Camilla Scharling (1895)
- Frederik Meinert (ca. 1900)
- Professor F.C. Bornemann (1904, kopi efter J.E. Åkerbergs portræt fra 1850, Københavns Universitet)
- Professor Andreas Aagesen (1909, efter foto, Københavns Universitet)
- Vilde roser (1919, solgt på Bruun Rasmussen Kunstauktioner 3. august 2011 som nr. 1131/1147.)[3]
- Franske anemoner (U.å.), Ovenlyset i Anchers Hus
- Stilleben med pæoner i vase (solgt på Bruun Rasmussen Kunstauktioner 14. marts 2011 som nr. 1125.)[4]
- Stilleben med grene i blomst (solgt på Bruun Rasmussen Kunstauktioner 12. september 2011 som nr. 1086.)[4]
- Interiør (solgt på Bruun Rasmussen Kunstauktioner 4. juli 2011 som nr. 1069.)[4]
- Hvide roser (udstillet på Charlottenborg Forårsudstilling 1919, solgt på Lauritz.com 11. august 2011 som nr. 2317016.)[5]

## Billeder
| - Værker af Nicoline Tuxen - Efterårsblomster på en karm, 1884 - Blomster, 1886 - Pariserinde i rosa empirekjole, 1887 - Opstilling med bonderoser i vase, 1887 - Portræt af en pige med et lyserødt tørklæde, 1887 - Peter Frederik Suhm (1872-96) Maleri fra 1889 - Vase med hybenroser i en vindueskarm, 1893 - Hvide nelliker, 1896 - Gammel rønne i Østofte. Før 1931 - Drueklase. Før 1931 - Kvinde læser i en seng. Før 1931 - Opstilling med blomster og fluesvamp i vindueskarm. Ukendt dato |